# NGC 846
NGC 846 è una vasta galassia a spirale barrata situata nella costellazione di Andromeda, a una distanza di circa 236 milioni di anni luce dalla nostra Via Lattea.

## Scoperta
La galassia è stata scoperta il 22 novembre 1876 dall'astronomo francese Édouard Stephan. La galassia è stata in seguito osservata anche dall'astronomo statunitense Lewis Swift il 30 novembre 1885 e successivamente inserita nel New General Catalogue anche con la designazione NGC 847, che è quindi un duplicato della precedente.

## Descrizione
NGC 846 ha una classe di luminosità I-II e presenta una larga riga a 21 cm dell'idrogeno neutro.

## Gruppo di NGC 812
NGC 846 fa parte di un gruppo di tre galassie. Gli altri due membri del Gruppo di NGC 812 sono NGC 812 e UGC 1686.

## Supernove
Due supernove sono state scoperte all'interno di NGC 846: SN 2003ja e SN 2009fu.

### SN 2003ja
Questa supernova è stata scoperta il 22 ottobre 2003 da M. Moore e W. Li nel corso del programma congiunto LOSS/KAIT (Lick Observatory Supernova Search dell'Osservatorio Lick e The Katzman Automatic Imaging Telescope dell'Università della California - Berkeley.) La supernova è stata classificata di tipo II.

### SN 2009fu
Questa supernova è stata scoperta il 1 giugno 2009 a Yamagata in Giappone dall'astronomo giapponese Koichi Itagaki. La supernova è stata classificata di tipo Ia.